# 小行星3745
小行星3745（英語：3745 Petaev）是一颗围绕太阳公转的小行星。1949年9月23日，卡尔·威廉·雷睦斯在海德堡发现了此天体。
这颗小行星的绝对星等为329.00711等。